# Urospatha
Urospatha es un género con 10 especies de plantas con flores de la familia Araceae. Es originario del centro y sur de América tropical.

## Descripción
Se encuentra en los pantanos, las sabanas húmedas, y el agua salobre.  Las hojas de las especies de este género apuntan hacia arriba y son sagitadas.  Las inflorescencias son muy singulares, la espata está moteada y alargada con un giro en espiral en el extremo.  Las semillas son distribuidas por el agua y tienen una textura similar al corcho que les permite flotar.  También germinan rápidamente en el agua.

## Taxonomía
El género fue descrito por Heinrich Wilhelm Schott y publicado en Aroideae 3, t. 7. 1853 La especie tipo es: Urospatha sagittifolia (Rudge) Schott.

## Especies
- Urospatha affinis
- Urospatha angusta
- Urospatha grandis
- Urospatha maculata
- Urospatha marmorea
- Urospatha spruceana